# Camponotus lateralis
Camponotus lateralis é uma espécie de inseto do gênero Camponotus, pertencente à família Formicidae.